# 西部鐵路 (奧地利)
西部鐵路（德語：Westbahn）是奧地利由維也納經聖帕爾滕火車總站和林茨火車總站至薩爾斯堡火車總站的一條複線電氣化鐵路，也是奧地利一條幹線鐵路。起初在1858年以伊利沙伯女皇鐵路興建（維也納－林茨）。鐵路線現時由奧地利聯邦鐵路持有和營運。

## 歷史
維也納西站至林茨的鐵路在1858年12月15日通車，1860年8月1日延長至薩爾斯堡。繼續前往慕尼黑火車總站的路段則在1860年8月12日通車。路線由（帝國及皇家特權伊利沙伯女皇鐵路公司興建。